# الجنيدية
الجنيدية قرية سورية تتبع ناحية اليعربية في منطقة المالكية التابعة لمحافظة الحسكة. بلغ عدد سكانها 786 نسمة عام 2004.
تقع شمال الطريق الدولي m4 بـ 3 كلم.
تقع الى الغرب من بلدة اليعربية بـ 17 كم تقريبا.